# Étienne Bobillier
Étienne Bobillier   (Lons-le-Saunier, 17 d'abril de 1798 - Châlons-en-Champagne, 22 de març de 1840) va ser un matemàtic francès.
Va ingressar a l'Escola politècnica a l'edat de 19 anys. En graduar-se el 1818 va ser professor de matemàtiques a l'Escola d'arts i oficis de Châlons-sur-Marne, entitat a la que va treballar la resta de la seva vida, excepte dos anys (1829-1831) en què ho va fer a l'Escola d'arts i oficis d'Angers. El 1830, es va allistar uns mesos a la Guàrdia Nacional per participar a la Revolució francesa de Juliol que va deposar definitivament els Borbons.
Va publicar dos llibres de text, un d'àlgebra i l'altre de geometria, que van tenir gran èxit. També va publicar una quarantena de treballs de recerca, la majoria als Annales de Gergonne, sobre geometria, en particular sobre el tractament algebraic de les superfícies geomètriques i les catenaries. Un dels seus resultats notables va ser la construcció geomètrica per a trobar els centres dels perfils corbats.
Se li deu la fórmula {\displaystyle r_{a}+r_{b}+r_{c}=4R+r}, que relaciona els radis de les circumferències inscrita, exinscrita i circumscrita d'un triangle. Els anys 1827 i 1828 va publicar dos notables articles de filosofia de les matemàtiques en els que feia us del que denominava notació abreujada (i que no és més que notació polar), contribuint a la difusió d'aquesta forma de veure la geometria.
Un cràter lunar porta avui el seu nom.